# Meek Mill

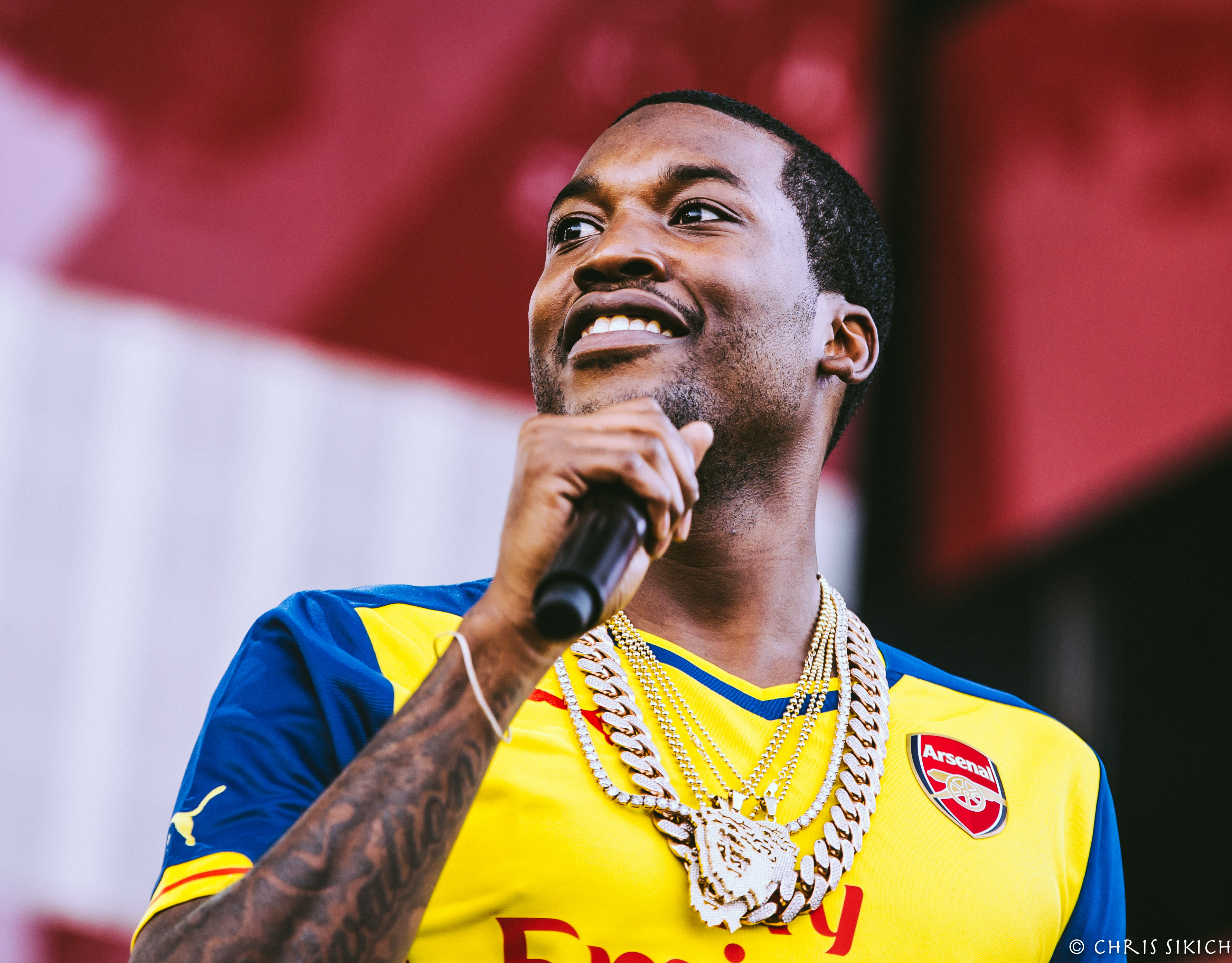
Meek Mill

Meek Mill (* 6. Mai 1987 in Philadelphia, Pennsylvania; bürgerlich: Robert Rihmeek Williams) ist ein US-amerikanischer Rapper.

## Biografie
Meek Mill wuchs zunächst in South Philadelphia und später in North Philadelphia auf. Dort kam er früh mit Drogen- und Gewaltkriminalität in Berührung. Sein Vater wurde erschossen, als Meek fünf Jahre alt war.
In seiner Jugendzeit bildete Meek Mill zusammen mit Mel-Luv, Dat Nigga Lil und Young Pooh die Crew The BloodHoundz. Sie nahmen einige Mixtapes, wie Grimey, Thirsty, Starvin' & Hungry und Blood in, Blood Out auf. Später wählte Williams Meek Mill als Künstlernamen.
2006 wurde Williams im Rahmen einer Drogenrazzia verhaftet und später u. a. wegen des Vorwurfs des Drogenhandels zu einer Gefängnisstrafe mit anschließender elfjähriger Bewährung verurteilt.
Anfang 2010 hatte Meek Mill mit Make 'Em Say einen ersten Solo-Achtungserfolg. Das erste Mal in die US-Singlecharts kam er Ende 2011 auf der Wale-Single Ambition. Sein erster eigener Hit war ein halbes Jahr später Amen zusammen mit Rapper Drake, das Platz 5 der R&B-Charts erreichte. Im Mai 2012 erschien seine bekannteste Veröffentlichung, sein Mixtape Dreamchasers 2, welches ca. vier Millionen Mal heruntergeladen wurde. Sieben Songs gelangten in die R&B-Charts. Im November 2012 erschien sein Debütalbum Dreams & Nightmares. Es stieg auf Platz 2 der US-Albumcharts ein.
Von 2014 bis Ende 2016 war Meek mit der Rapperin Nicki Minaj liiert.
Meek wurde im November 2017 zu einer zwei- bis vierjährigen Haftstrafe aufgrund Verstoßes gegen seine Bewährungsauflagen verurteilt. Seine Inhaftierung wurde von der Öffentlichkeit stark kritisiert. Mehrere prominente Rapper wie Jay-Z und Rick Ross äußerten sich zu diesem Fall und setzten sich für seine Freilassung ein. Am 24. April 2018 wurde Meek Mill auf Kaution freigelassen, nachdem erhebliche Zweifel an den Umstände des Zustandekommens der ursprünglichen Gefängnisstrafe aus dem Jahr 2006 nachgewiesen wurden.
2020 war er in dem Film Charm City Kings zu sehen. Meek Mill steht derzeit beim Label Maybach Music Group des Rappers Rick Ross unter Vertrag.
2022 erwarb Meek Mill zusammen mit einer Investorengruppe, bestehend aus prominenten Persönlichkeiten in den USA, 25 % des Bekleidungsherstellers Mitchell & Ness.

## Diskografie
Studioalben

| Jahr | Titel                        | Höchstplatzierung, Gesamtwochen, AuszeichnungChartplatzierungen (Jahr, Titel, Platzierungen, Wochen, Auszeichnungen, Anmerkungen) | Höchstplatzierung, Gesamtwochen, AuszeichnungChartplatzierungen (Jahr, Titel, Platzierungen, Wochen, Auszeichnungen, Anmerkungen) | Höchstplatzierung, Gesamtwochen, AuszeichnungChartplatzierungen (Jahr, Titel, Platzierungen, Wochen, Auszeichnungen, Anmerkungen) | Höchstplatzierung, Gesamtwochen, AuszeichnungChartplatzierungen (Jahr, Titel, Platzierungen, Wochen, Auszeichnungen, Anmerkungen) | Anmerkungen                             |
| Jahr | Titel                        | DE | CH | UK | US | Anmerkungen                             |
| ---- | ---------------------------- | --- | --- | --- | --- | --------------------------------------- |
| 2012 | Dreams and Nightmares        | — | — | UK67 (1 Wo.)UK | US2 Gold · (20 Wo.)US | Erstveröffentlichung: 30. Oktober 2012  |
| 2015 | Dreams Worth More Than Money | — | CH26 (1 Wo.)CH | UK13 (5 Wo.)UK | US1 Platin · (35 Wo.)US | Erstveröffentlichung: 29. Juni 2015     |
| 2017 | Wins & Losses                | — | — | UK21 (3 Wo.)UK | US3 Gold · (22 Wo.)US | Erstveröffentlichung: 21. Juli 2017     |
| 2018 | Championships                | — | CH48 (1 Wo.)CH | UK33 Silber · (6 Wo.)UK | US1 Platin · (95 Wo.)US | Erstveröffentlichung: 30. November 2018 |
| 2021 | Expensive Pain               | — | CH33 (1 Wo.)CH | UK23 (2 Wo.)UK | US3 (19 Wo.)US | Erstveröffentlichung: 1. Oktober 2021   |